# Libellen-serie
De Libellen-serie is een reeks educatieve boekjes die van 1934 tot begin 1940 werd uitgegeven door uitgeverij Bosch & Keuning.
De prijs van de boekjes was 45 cent en daalde tot 35 cent naarmate er meer tegelijk werden afgenomen. Voor dubbelnummers golden dubbele prijzen. In juni 1934 verschenen zo'n 16 nummers, in een snel tempo bleven daarna nieuwe afleveringen verschijnen. Een groot succes was nummer 26 over de spelling-Marchant. In een maand tijds werden daar meer dan tienduizend van verkocht, het boekje is 19 keer herdrukt.
Bosch & Keuning meldde in een brochure dat de kern van de Libellen-serie gevormd werd door boekjes op de terreinen 'letteren en kunst', 'geestelijk leven' en 'practische onderwerpen'. De derde categorie bestond onder andere uit series afleveringen over handwerken, voeding en hygiëne, huiselijk, de natuur, opvoeding, sport en spel, zelfstudie, boekjes met caricaturen en kinderboekjes. Er was ook nog een rubriek diversen. Twee 'standaardwerken' waren Bijbelse Geschiedenis in 22 delen, en Geschiedenis van Nederland in acht delen, beide van de hand van D.J. Baarslag Dzn. De bekende folklorist D.J. van der Ven verzorgde tien deeltjes over folklore. Uiteindelijk zouden 386 boekjes verschijnen.
De omslagen van de boekjes zijn vaak zeer fraai uitgevoerd. Het omslag veranderde soms per druk. Minstens 120 van de 386 uitgegeven Libellen werden illustratief verzorgd door de illustrator Karel Hoekendijk die ook het libellen-motto voor het omslag tekende. Ook onder meer Johan Briedé en illustrator Piet Marée illustreerden Libellen. Op de achterkant van alle boekjes staat de tekst 'Met een boekske in een hoekske', naar de uitspraak In omnibus requiem quaesivi et nusquam inveni nisi in angulo cum libro) van Thomas à Kempis. De uitgever verkorte het latijns overigens tot 'Cum libello in angello'.
De brochures van Bosch & Keuning over de serie staan vol slogans om de lezer aan te moedigen tot kopen. Voorbeelden daarvan zijn:
- Gezelligheid gezocht, 'n libel gekocht
- Laat libellen het u vertellen
- 's Daags uw werk, 's avonds uw libel
- Libellen onderhouden de vriendschap